# Stig Bergling
Pour les articles homonymes, voir Bergling.
Stig Bergling, né le 1er mars 1937 à Stockholm et mort le 24 janvier 2015, était un policier et officier de réserve suédois, condamné pour espionnage au profit de l'URSS. Après avoir changé deux fois de nom de famille, il s'est fait ensuite appelé Stig Sydholt.
Stig Bergling apparait au grand jour en 1979, lorsqu'il est arrêté en Israël avant d'être jugé et condamné en Suède à la prison à perpétuité. En 1987, il parvient à s'échapper lors d'une permission, et rejoint Moscou au terme d'une fuite rocambolesque qui fait vaciller l'appareil d'État suédois. Bergling réside alors en Russie, au Liban, en Hongrie et en Israël, avant de revenir en Suède de son propre chef en 1994. Il retourne en prison pendant trois ans, avant de bénéficier d'une libération conditionnelle.

## Policier et agent double

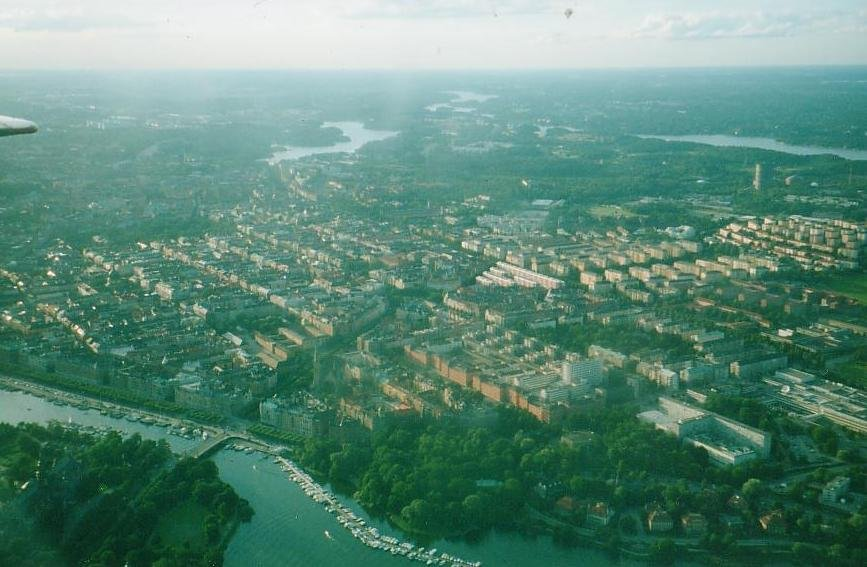
Stig Bergling grandit dans le quartier d'Östermalm à Stockholm.

Bergling grandit dans le quartier d'Östermalm à Stockholm. En 1957, il effectue son service militaire au sein d'une troupe d'élite, les chasseurs côtiers, au régiment d'artillerie côtière de Vaxholm près de Stockholm. En 1958, il entre dans la police à Östermalm, en même temps que Tore Forsberg, qui deviendra le chef du contre-espionnage suédois, et qui finira bien plus tard par le démasquer. Après quelques années, il est affecté au service radio, puis à la brigade des étrangers. Après dix années passées dans les forces de l'ordre, Bergling sollicite un changement d'affectation, et intègre en 1969 la police de sûreté de l'État (Säpo). Il est affecté au bureau II, l'unité responsable du contre-espionnage visant les agents soviétiques en Suède. En 1971, Bergling est mis en congé de la Säpo, et commence à travailler à l'état-major de la Défense, au sein du département de la sûreté, le Fst/Säk. Il y joue un rôle de liaison avec la Säpo, et prend part à un projet de fichage des activités des diplomates russes postés en Suède. Il profite de cette affectation pour recopier un certain nombre de documents confidentiels, et se constitue ainsi un dossier qu'il dépose dans un coffre-fort rue Erik Dahlbergsgatan à Stockholm.

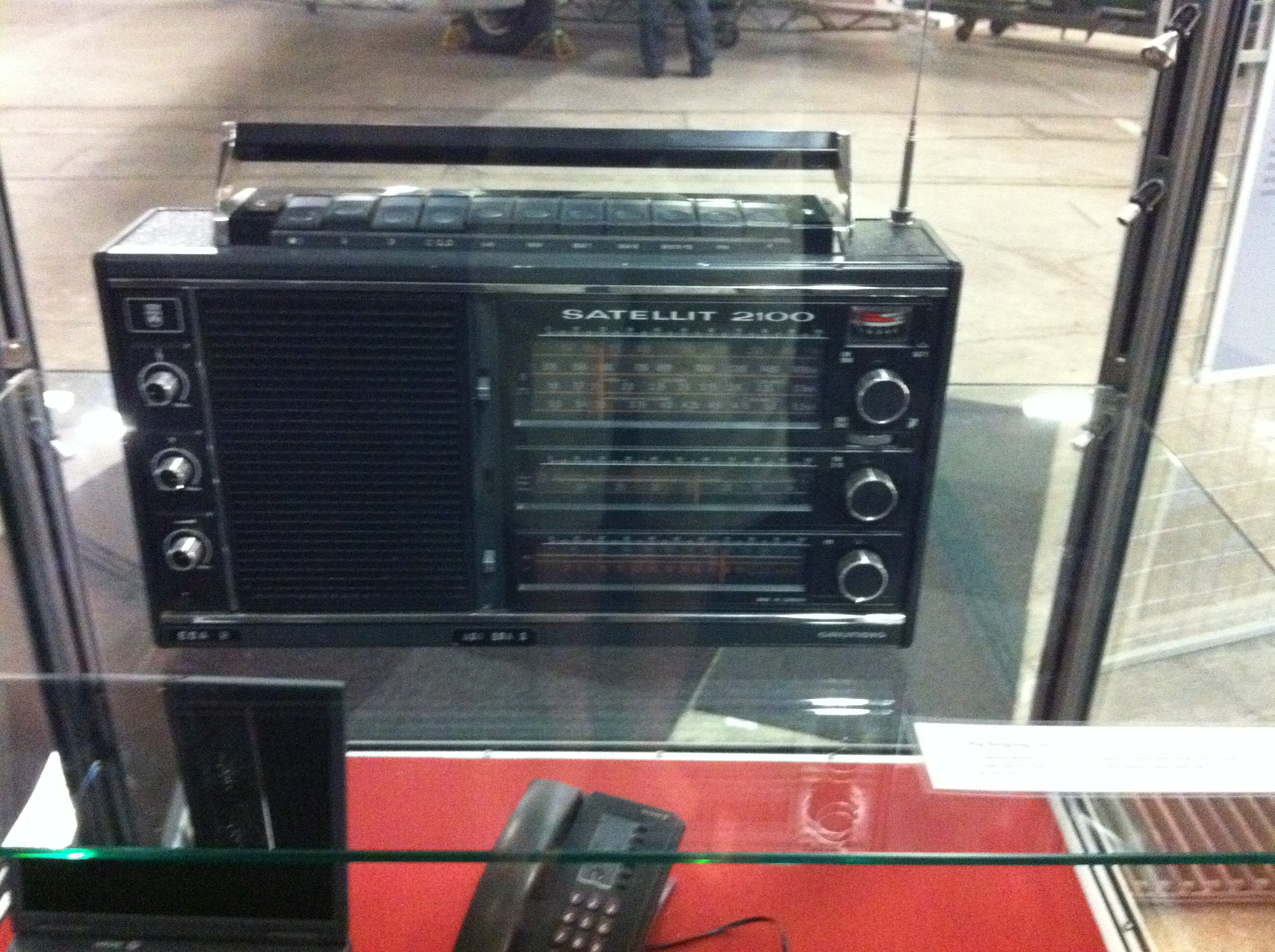
Le poste de réception à ondes courtes qui permet à Bergling de recevoir ses ordres de Moscou.

Parallèlement à son travail en Suède, Bergling effectue plusieurs missions à l'étranger avec les casques bleus. Officier de réserve de l'artillerie côtière, il est stationné en 1968 à Chypre en tant que cadre dans la police militaire. En novembre 1972, il est observateur de l'ONU au Moyen-Orient, d'abord en Israël puis au Liban. Il entre en contact avec l'attaché militaire et officier du GRU Alexander Nikiforov, à qui il propose de remettre son classeur de documents secrets. Parmi les informations auxquelles Bergling avait eu accès lors de son passage au Fst/Säk, se trouvait la liste ultrasecrète des installations de la défense suédoise, des fortifications de l'artillerie côtière, et des ordres de mobilisation. En novembre 1973, Bergling échange son tour de garde au Liban avec celui d'un major de l'armée belge, afin de pouvoir rentrer à Stockholm y récupérer son classeur. Il retourne ensuite à Beyrouth via Budapest, et la transaction a lieu le 30 novembre 1973. Il passe encore une année au Moyen-Orient, avant de rentrer en janvier 1975 en Suède, où son contact Alexander Nikiforov estime qu'il sera plus utile en tant que nouvelle recrue. Il reprend alors ses occupations à la Säpo, au sein du « service russe », ce qui lui permet de contrôler les activités des agents secrets soviétiques, et de signaler à Moscou tout écart de conduite. Pour communiquer avec ses donneurs d'ordres, il écrit des missives à l'encre invisible, à l'aide de papier carbone, qui sont ensuite déchiffrées à l'aide d'un liquide spécial. En retour, il reçoit ses instructions par radio, via un récepteur ondes courtes.
Ce n'est cependant pas au Moyen-Orient que Bergling est formé au métier d'espion, mais en RDA. En tant que membre de la Säpo, il ne lui est pas permis de voyager de l'autre côté du rideau de fer, et c'est donc en grand secret qu'il se rend à Berlin-Est. Il est en mesure d'exercer ses talents d'espion non seulement au sein de la Säpo, mais aussi lorsqu'en tant qu'officier de réserve il participe à des manœuvres à travers la Suède. À l'automne 1975, il est ainsi affecté au fort de Femöre à Oxelösund, une unité d'artillerie ultrasecrète qui constitue alors une pièce maitresse dans la défense de la Suède face à l'URSS. En tant qu'officier d'état-major et chef de section, il a accès aux coffres, et à tout loisir de parcourir les documents qui s'y trouvent lorsqu'il assure la garde.

## Soupçons et arrestation

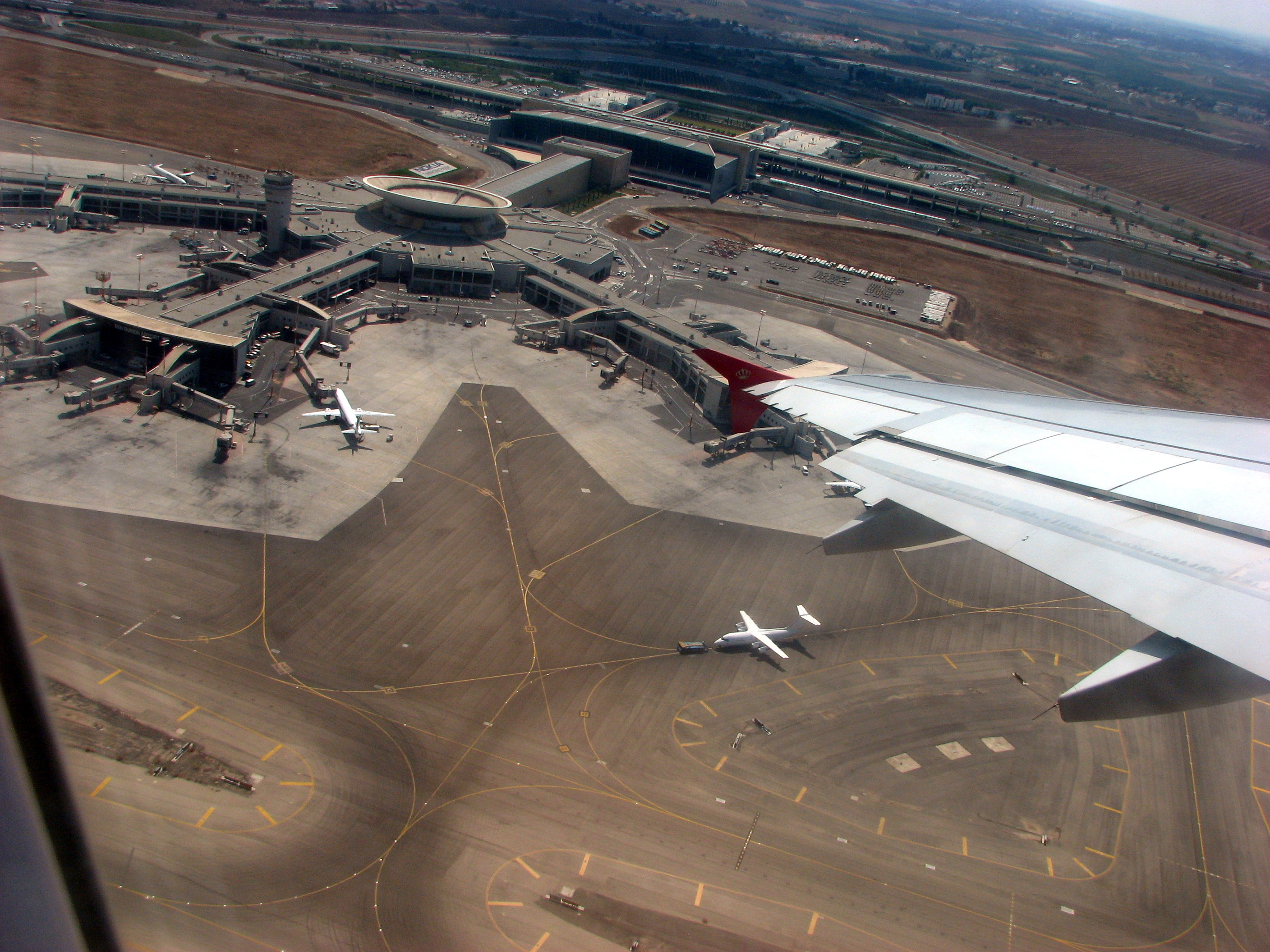
Bergling est arrêté le 12 mars 1979 à l'aéroport international Ben Gourion.

En mars 1976, Bergling intègre la section de recherche de la Säpo, se retrouvant au plus près des projets visant d'une part à démasquer les membres des services secrets soviétiques, et d'autre part à recruter parmi eux des informateurs. Mais tandis qu'il multiplie les communications vers ses donneurs d'ordres en URSS, les directeurs de la Säpo prennent conscience que quelque chose ne tourne pas rond, et comprennent qu'une taupe se cache dans leurs rangs. Bergling, qui est rapidement soupçonné, est mis sous surveillance. À la même époque, le KGB lui-même compte en son sein un agent double : Oleg Gordievsky, qui depuis plusieurs années transmet régulièrement des informations aux pays occidentaux. Via ses contacts au GRU, Gordievsky apprend la présence d'une taupe au sein de la Säpo, ce dont il informe le MI6 britannique.
En 1977, Bergling sollicite une nouvelle affectation avec les casques bleus, et est envoyé à Suez. La Säpo est alors déjà en possession d'informations sur ses contacts avec un agent du GRU au Moyen-Orient. Alors qu'il est en Jordanie, Bergling décide de retourner en Suède, mais en l'absence de vol direct, il se rend d'abord en Israël. Le 12 mars 1979, il est arrêté par le contre-espionnage israélien (Shin Bet) lors d'un contrôle de passeport à l'aéroport international de Tel Aviv. Alertés par la Säpo, les services secrets israéliens cherchent à savoir si Bergling a espionné contre les intérêts de l'État hébreu pendant son séjour au Moyen-Orient. Une fois les interrogatoires terminés, Bergling est placé dans un avion en direction de Copenhague, où il est accueilli par ses anciens collègues de la Säpo, et par des agents secrets danois. Son périple s'achève finalement à Stockholm, où il est pris en charge par la Säpo.

## Procès, prison et permissions

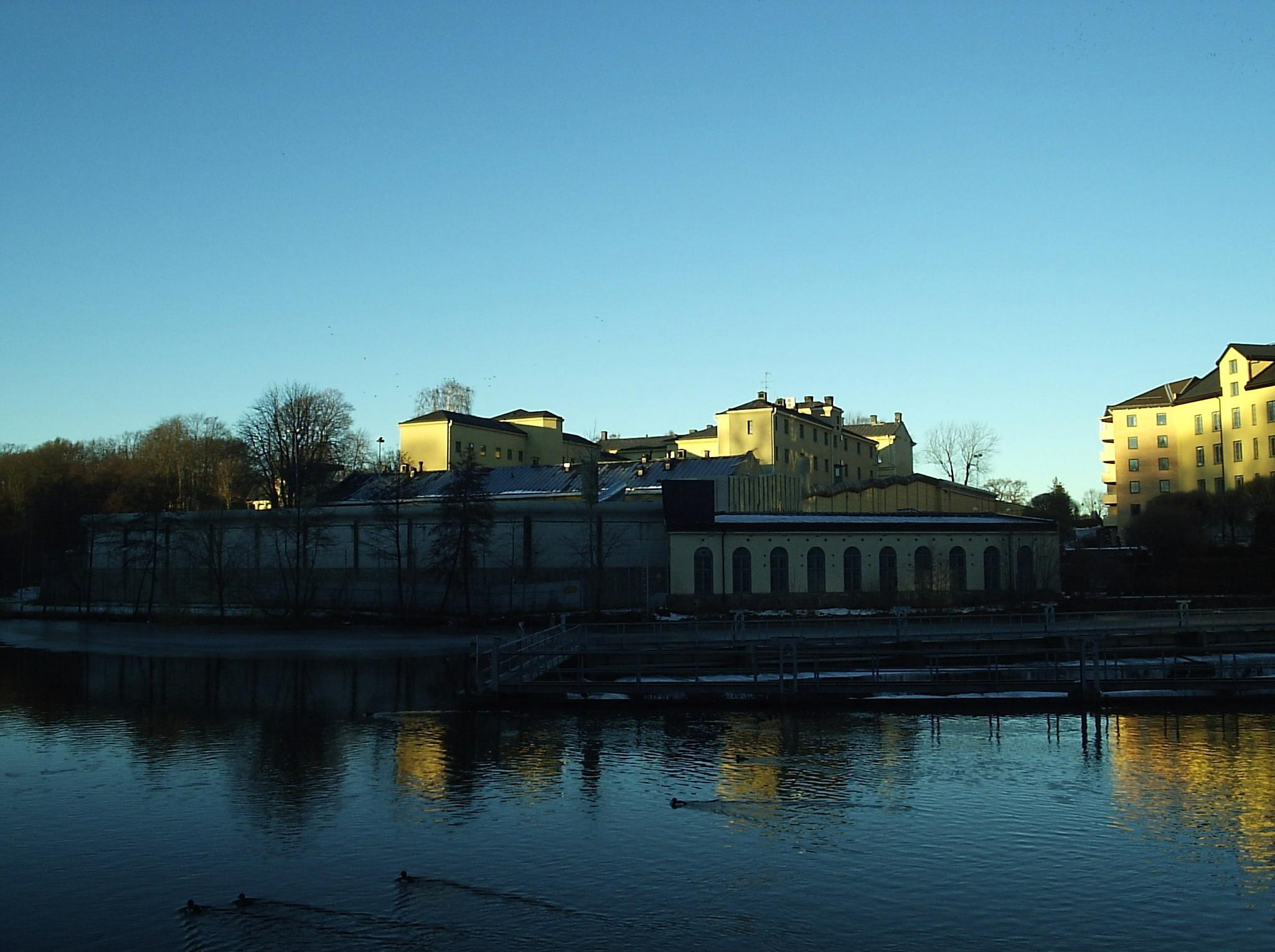
Bergling passe une partie de sa détention à la prison de Norrköping.

Après son arrestation en mars 1979, Bergling est jugé et condamné le 7 décembre à la réclusion criminelle à perpétuité pour espionnage. Il est incarcéré et maintenu à un régime strict d'isolement, en raison du risque qu'il porte à la sûreté de l'État. Le ministre de la Justice Håkan Winberg décide en outre le 10 janvier 1980 de conditions de détention particulières : les lettres écrites et reçues par Bergling sont ouvertes par la Säpo, et les visites au parloir et les appels téléphoniques peuvent lui être refusés. C'est le département sûreté de la direction de la police nationale qui décide des mesures à mettre en œuvre pour la protection des intérêts de l'État.
Le 12 juin 1980, la Suède propose l'échange de Stig Bergling contre Raoul Wallenberg, mais l'URSS ne répond pas - selon les soviétiques, Wallenberg est mort en prison en 1947.
Pendant 39 mois, Bergling est placé à l'isolement à la prison de Kumla, avant de finir en unité psychiatrique, tout d'abord à l'hôpital de Karsudden puis au pavillon fermé de Västervik en 1982,. En 1983, on estime qu'il n'a plus besoin de soins, et il est transféré à la prison de Norrköping. Là, il est rapidement autorisé à recevoir des visites. Elisabeth Sandberg, une amie d'enfance avec laquelle il a repris contact pendant sa détention, le retrouve de plus en plus fréquemment au parloir. Leur relation devient plus intime, et ils finissent par se marier le 1er mars 1986, lendemain de l'assassinat d'Olof Palme. Bergling en profite pour changer son nom en « Eugén Sandberg ». Divorcée et mère de quatre enfants, Elisabeth Sandberg travaille à cette époque comme aide domestique dans la banlieue de Stockholm. Au cours de leurs nombreuses rencontres à Norrköping, et des permissions que Bergling passe au domicile de Sandberg à Rinkeby, les deux époux commencent à préparer une évasion.
À partir de janvier 1985, Bergling se voit accorder un total de quinze permissions sous escorte ou sous surveillance. En juillet de la même année, le gouvernement rejette une demande de grâce. Six mois plus tard, une demande de levée des conditions particulières de sa détention est également rejetée. Au mois d'octobre, il parvient à faire sortir de prison une missive, dans laquelle il évoque ses projets d'évasion. En rétorsion, les permissions sous surveillance sont interrompues, et jusqu'en mai 1987, il ne bénéficie plus que de permissions sous escorte. Toujours en 1987, il dépose une nouvelle demande de grâce et de levée de ses conditions particulières de détention. La demande de grâce est rejetée le 27 août : d'après le commandant en chef des forces armées, il est encore trop tôt pour mettre un terme aux mesures prises pour atténuer les conséquences de la trahison de Bergling. Il existe aussi un risque significatif pour que le prisonnier soit encore en possession d'informations susceptibles de nuire à la sécurité nationale, si elles tombaient dans les mains d'une puissance étrangère.
Peu après, le ministère de la Justice fait connaitre ses conclusions sur l'opportunité d'un changement des conditions de détention de Bergling. En réponse, le directeur général des établissements pénitentiaires Ulf Larsson adresse le 24 septembre 1987 un mémo au ministère de la Justice, dans lequel il affirme que, compte tenu des raisons invoquées lors du rejet de la demande de grâce, il n'est pas question d'un quelconque assouplissement du régime de détention de l'ex-espion. Mais le même jour, le chef de département de la direction des établissements pénitentiaires Clas Amilon décide, sans avoir pris connaissance du mémo adressé par Larsson au ministère de la Justice, d'accorder à Bergling une nouvelle permission sous surveillance. Le planning en est identique à celle du mois de juillet, au cours de laquelle le prisonnier avait visité le parc d'attraction Gröna Lund à Stockholm, et avait pu diner au restaurant. La permission sous surveillance dont bénéficie Bergling le 5 octobre 1987 est ainsi la première depuis le rejet de sa demande de grâce par le gouvernement au mois d'août.

## Fuite

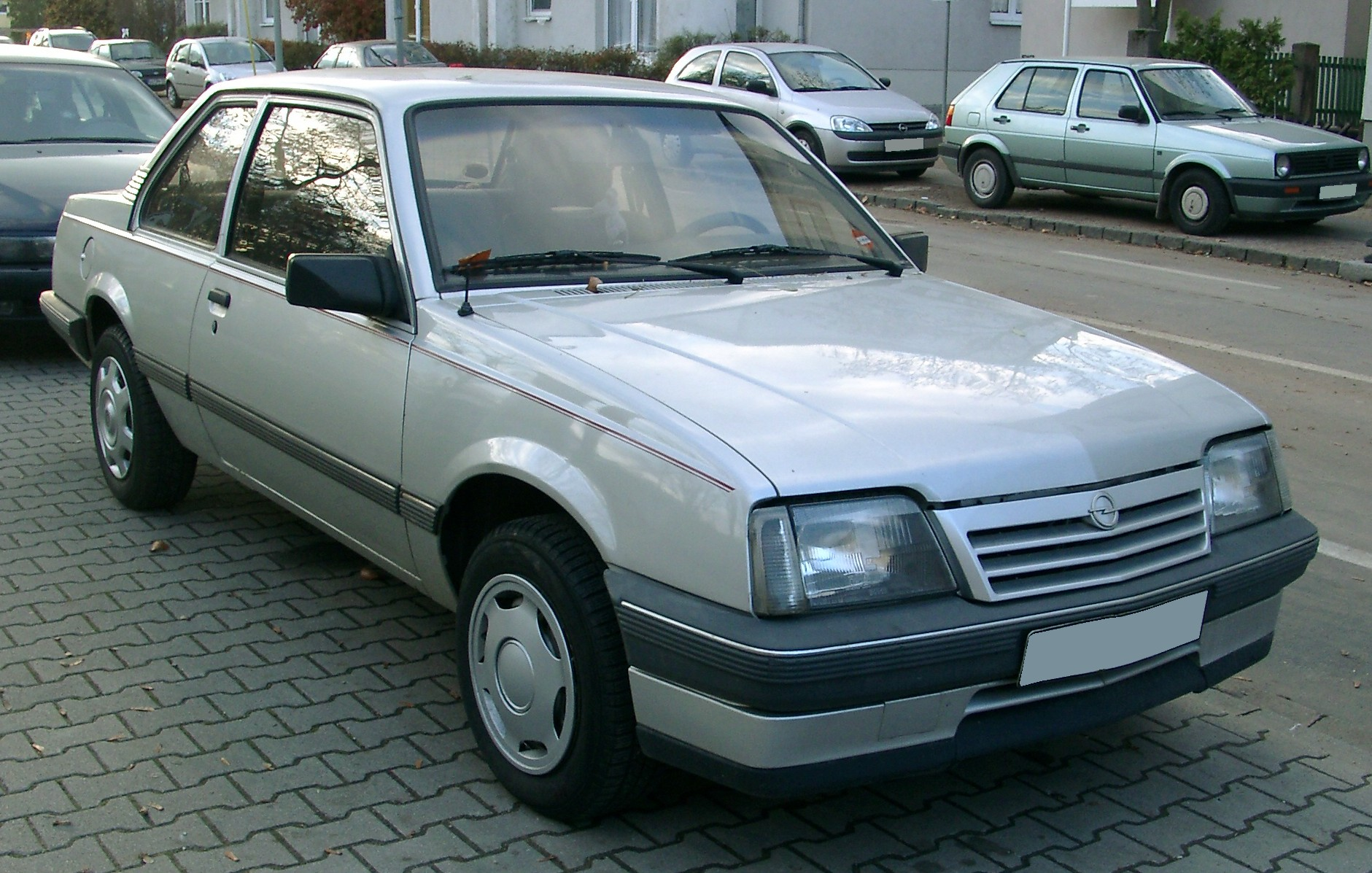
Une Opel Ascona, l'un des véhicules utilisés par Bergling dans sa fuite en octobre 1987.

Alors qu'il bénéficie d'une permission de sortie, Stig Bergling parvient à fuir la Suède en compagnie de son épouse Elisabeth Sandberg le 6 octobre 1987. Cette fuite avait été préparée pendant trois ans. Le lundi 5 octobre 1987 au matin, Bergling quitte la prison de Norrköping en compagnie d'un surveillant. Les deux hommes sont rejoints par Sandberg, et tous trois dînent ensemble au restaurant Stallmästargården à Solna près de Stockholm,. Vers 23 heures, le surveillant prend congé du couple au domicile de Sandberg à Rinkeby, dans la banlieue de Stockholm, étant convenu qu'il doit revenir le lendemain à 13 heures. La surveillance de Bergling se limite alors à un véhicule de la Säpo, garé sur le côté de l'immeuble. Pour faciliter la fuite, Sandberg a préparé trois voitures de location, dont l'une est garée au pied de l'immeuble, pour attirer l'attention des policiers. Vers minuit, le plan se met en marche : Sandberg quitte son appartement et passe devant le véhicule de la Säpo, tandis que Bergling descend au garage habillé en joggeur, et sort par la porte. En raison de l'obscurité, les policiers ne le remarquent pas.
L'objectif est à présent de se rencontrer au niveau de la seconde voiture de location, garée sur un parking de Rinkeby, un kilomètre plus loin. Mais avant même que Bergling n'atteigne les lieux, des policiers de la Säpo, qui contrôlent tous les véhicules du voisinage, se sont garés à proximité. Conformément au plan, Sandberg se dirige alors vers Djursholm pour rejoindre la troisième voiture de location, tandis que Bergling court en direction de Tensta, jusqu'à arriver en bordure de la E18, où il monte dans un taxi. Il se fait déposer à Djursholms Ösby et finit au pas de course sur la place Djursholms torg, rejoignant lui aussi la troisième voiture de location, une Opel Ascona, garée à seulement cinquante mètres de l'ancien domicile d'un autre espion condamné, Stig Wennerström.
À partir de Djursholm, les fugitifs roulent vers le nord jusqu'à Grisslehamn, et montent dans le ferry de 09 heures en partance pour Åland. À 13 heures, c’est-à-dire au moment même où le surveillant frappe à la porte de l'appartement de Rinkeby, ils arrivent au consulat d'URSS de Mariehamn. Là, on leur dit de poursuivre en ferry vers la Finlande continentale, et de se rendre à l'ambassade soviétique à Helsinki. Après un séjour d'une semaine dans les locaux de l'ambassade, ils rejoignent la frontière russe dans un véhicule diplomatique, Bergling prenant place dans le coffre à bagages.
Le gouvernement est informé de la fuite de Bergling dans l'après-midi du 6 octobre 1987. Vers 16 h 00, le ministre de la Justice Sten Wickbom s'entretient avec le directeur général de l'administration pénitentiaire, et une demi-heure plus tard, il est en communication avec le sous-directeur de la Säpo, Per-Göran Näss. Lors de ce premier contact avec les services de sécurité, Wickbom s'inquiète de savoir si l'alerte nationale a été donnée. Bien qu'il lui soit affirmé que cela sera fait immédiatement, l'alerte n'est finalement donnée qu'à 22h14, presque dix heures après la découverte de la disparition de Bergling. Pendant toute la nuit, et jusqu'à environ 05h30 du matin, le ministre et ses collaborateurs s'activent dans les locaux du ministère. Ils sont en contact permanent avec les services de la Säpo.

## Conséquences politiques
Le 8 octobre 1987, le gouvernement suédois décide de confier au chancelier de Justice une mission d'enquête sur les permissions accordées à Bergling, la surveillance à laquelle il était soumis, et la réponse des autorités compétentes dans les heures qui ont suivi sa fuite. Dans ses conclusions remises le 19 octobre 1987, le chancelier de Justice dégage le département sécurité de la direction de la police nationale de toute responsabilité dans la fuite de Bergling, affirmant que la faute incombe à la direction des établissements pénitentiaires. Concernant le délai de dix heures entre la disparition de Bergling et le moment où l'alarme nationale a été donnée, le chancelier de Justice considère que « les recherches et l'alarme ont été différées de façon inacceptable » et que la faute en incombe à un responsable de la police de Norrköping.
Le ministre de la Justice, Sten Wickbom, est contraint à la démission. Wickbom affirme ne pas avoir été informé des permissions régulières accordées à Bergling, et estime que sa fuite a été causée par une série d'incompréhensions entre les autorités policières et pénitentiaires. Le planning de permission de Bergling se trouvait bien au ministère de la Justice au moment de l'évasion, mais Wickbom ne l'avait pas vu. Sa démission est acceptée par le Premier ministre Ingvar Carlsson, qui en profite toutefois pour louer son intégrité. Cette démission est suivie, le 20 octobre 1987, par celles du directeur général de l'administration pénitentiaire Ulf Larsson, du secrétaire d'État Harald Fälth, du secrétaire à l'information du ministère de la Justice Björn Fougelberg, et du conseiller juridique de Wickbom, Pär Nuder.

## Exil et retour en Suède
Sous les noms d'Ivar et Elisabeth Straus, Bergling et son épouse vivent un temps à Moscou. En 1988-1989, ils séjournent dans la capitale hongroise, Budapest, avant de revenir en Russie. Dans la seconde moitié de 1990, ils se rendent au Liban, alors que s'achève la guerre civile. Là, Bergling prend le nom de Ronald Abi, et prétend être un ingénieur agronome britannique, tandis qu'il travaille comme conseiller à la sécurité intérieure pour le leader druze Walid Joumblatt. Il réside tout d'abord au domicile de Joumblatt à Moukhtara, dans le district du Chouf, avant d'emménager dans sa propre maison. Joumblatt présentera plus tard ses excuses à la Suède pour avoir abrité pendant quatre ans un espion condamné, expliquant qu'il s'était plié aux injonctions de ses anciens amis du Parti communiste soviétique.
Le 3 août 1994, le couple retourne volontairement en Suède. À son arrivée, Bergling ignore si sa mère est encore en vie. Il retourne en prison, où il passe trois ans avant sa libération conditionnelle le 17 juin 1997. Il purge la fin de sa peine à la prison d'Asptuna (dans la banlieue sud-ouest de Stockholm), alors que son épouse Elisabeth Sandberg est gravement malade, après avoir longtemps lutté contre un cancer. Elle décède le jour de leur anniversaire de mariage, sans que Bergling ait le temps de lui rendre visite à l'hôpital. La même année, il se remarie avec une psychologue, Elisabeth Robertsson, de vingt ans sa cadette.

## Vie ultérieure
Le 8 octobre 2003, Bergling rencontre pour la première fois en public l'ancien chef du contre-espionnage suédois Tore Forsberg. La rencontre a lieu sur le campus de l'université de Lund.
À la mi-2006, il devient membre du Parti de gauche, qu'il quitte toutefois en septembre de la même année, déçu selon le quotidien Aftonbladet par les résultats des élections législatives. En 2008, il affirme dans les médias son soutien au projet de loi 2006/07:63, qui autorise le FRA à procéder à des écoutes sur l'ensemble du réseau câblé (téléphone, internet, etc.) franchissant les frontières suédoises.
En 2004, il se sépare de Helena Smejko, une ressortissante polonaise avec laquelle il a été marié deux fois. Il a un fils, qui a toutefois été adopté à l'âge d'un an par le nouveau mari de son ex-épouse,.
Bergling souffrait depuis 1992 de la maladie de Parkinson. Il se déplaçait par la suite en fauteuil roulant,, et était soigné depuis octobre 2012 dans un établissement hospitalier de Stockholm, la Stockholms sjukhem. Il décède le 24 janvier 2015, à l'âge de 77 ans.